# Le Trioulou
Le Trioulou är en kommun i departementet Cantal i regionen Auvergne-Rhône-Alpes i mitten av Frankrike. Kommunen ligger  i kantonen Maurs som ligger i arrondissementet Aurillac. År 2022 hade Le Trioulou 98 invånare.

## Befolkningsutveckling
Antalet invånare i kommunen Le Trioulou
Referens:INSEE